# Keroplatus heimi
Keroplatus heimi är en tvåvingeart som beskrevs av Loïc Matile 1970. Keroplatus heimi ingår i släktet Keroplatus och familjen platthornsmyggor.
Artens utbredningsområde är Centralafrikanska republiken. Inga underarter finns listade i Catalogue of Life.